# シュッツ (化学メーカー)
シュッツ（独: Schütz-Werke GmbH & Co. KG）は、ドイツ・ゼルタースに本社を置く化学メーカー。有限合資会社である。

## 概説
プラスチック製造および金属加工分野で活躍する化学メーカーである。ラインラント＝プファルツ州ヴェスターヴァルト郡ゼルタースに本社を構え、世界30ヶ所以上に製造拠点を展開している。設立以来、家族経営を続け、同州で最大規模の雇用創出をしている企業である。
物流機器における中間バルクコンテナ、いわゆるIBC（Intermediate Bulk Container）の製造における世界のマーケットリーダーである。

## 歴史
1958年、ウド・シュッツが、金属製灯油貯蔵タンクの製造会社を設立。その後、他の事業分野に拡大し、1980年代には自動車産業へのサプライヤーやスポーツ用品のメーカーとしても活躍。ファナティックというブランド名でサーフボードの製造にも着手した。1990年代半ばに自動車用品部門とスポーツ用品部門が売却され、現在の体制となった。
プラスチックおよび金属加工製品の中心に、産業用パッケージング、エネルギー システム、産業サービス、および複合材事業分野の製造技術に関する特許を保有している。

## 部門
シュッツ・インダストリアル・パッケージング
中間バルク コンテナ (IBC)、プラスチック ドラム、スチール ドラム、シュッツ チケット サービス (使用済みのシュッツ IBC の返却)、フル サービス パッケージング
シュッツエナジーシステムズ
暖房油タンクシステム、表面暖房システム、雨水システム、室内空気循環 - ブランド「エアコノミー」（汚染された室内空気を恒久的に交換し、構造的損傷やカビの成長を防ぐ多機能システム）
シュッツ インダストリアル サービス
研究開発、機械およびツールの構築(生産に必要なシステムおよびツールの社内での計画、設計および製造)、プラントの建設(生産システム、製造プロセス、および世界中でライセンスとして購入できる完成したシリーズ部品の特許)、鉄鋼加工におけるSMP製粉およびサービス
シュッツ複合材
航空宇宙用ハニカム コンポーネント - ブランド「Cormaster」 (翼、ローター ブレード用の多目的軽量素材)、航空機キャビン用のウェブ サンドイッチ パネル、および必要な製造アクセサリ

## 日本法人
日本法人は、神奈川県秦野市にあるシュッツ・コンテナ・システムズ株式会社。
液体輸送用中規模コンテナ「エコバルク」を製造販売。また、使用済IBCの無償回収サービス（チケット・サービス）も展開している。
- 1998年 - アジア地域で初めてIBCの製造を開始
- 2014年 - 神奈川県秦野市に本社並びに工場を建設
- 2015年 - FSSC22000を取得。従来の化学品に加え､食品･化粧品･医薬品にもカバレッジを拡大
- 2022年 - 兵庫県赤穂郡上郡町に赤穂工場を建設